# Йоганн Фрідріх Блуменбах
Йога́нн Фрі́дріх Блу́менбах (Johann Friedrich Blumenbach; 11 травня 1752, Гота — 22 січня 1840, Геттінген) — німецький природознавець, анатом, антрополог; доктор медицини, професор.
Народився в Готі, навчався в Єні. З 1776 до 1836 року — професор Геттінгенського університету. Відомий працями з антропології, в яких він встановив 5 рас людства (кавказьку, монгольську, ефіопську, американську і малайську), працями з анатомії, фізіології та палеонтології (описав мамонта, шерстистого носорога та ін.). Заслугою Блуменбаха було те, що він обстоював єдність походження людського роду, але в цілому антропологічні та загальнобіологічні погляди Блуменбаха були непослідовні, віталістичні та креаціоністичні.